# Алексєєва Оксана Ігорівна
Алексє́єва Окса́на І́горівна (нар. 10 лютого 1966, Одеса, СРСР) — радянська дівчинка-актриса, відома роллю Майї Свєтлової у фільмі «Пригоди Електроніка» (1979).

## Життєпис
Оксана Алексєєва народилася 10 лютого 1966 року в Одесі. У 1983 році Оксана вступила до Одеського політехнічного інституту за фахом «економіст-програміст», який закінчила у 1988.
Потім вийшла заміж і разом з чоловіком переїхала в Мінськ, де працювала виконавчим директором у приватній фірмі. Там же 1989 року у неї народився син Олександр. Щодо її особистого життя відомо дуже мало, але через якийсь час вона розлучилася. 
У лютому 2006 року вийшла заміж за громадянина Франції, переїхала до чоловіка та мешкає у місті Ліоні.
У вільний час захоплюється заміською їздою на автомобілі, великим тенісом і гірськими лижами.

## Кар'єра у кіно
Помилково вважається, що «Електронік» був її кінодебютом і єдиною роботою в кіно, хоча ще до нього вона встигла засвітитися у фільмі «Спогади …» (1977). На зйомки «Електроніка» вона потрапила випадково, просто особисто прийшла на знімальний майданчик і запропонувала свої послуги оператора фільму Костянтину Апрятіну, який сам зробив її кінопроби. Зйомки фільму почалися тоді, коли роль Майї залишалася по суті вакантною. До Оксани на цю роль пробувалися Яна Поплавська та Оксана Фандера, але Костянтину Бромбергу сподобалася кандидатура Алексєєвої.
Після «Електроніка» більше ніде не знімалася.